# Mathurina
Mathurina  es un género de plantas con flores perteneciente a la familia Turneraceae. Comprende una sola especie, Mathurina penduliflora.